# Anaplecta pilatus
Anaplecta pilatus är en kackerlacksart som beskrevs av Fernando 1959. Anaplecta pilatus ingår i släktet Anaplecta och familjen småkackerlackor.
Artens utbredningsområde är Sri Lanka. Inga underarter finns listade i Catalogue of Life.